# Harry Eugene Burke

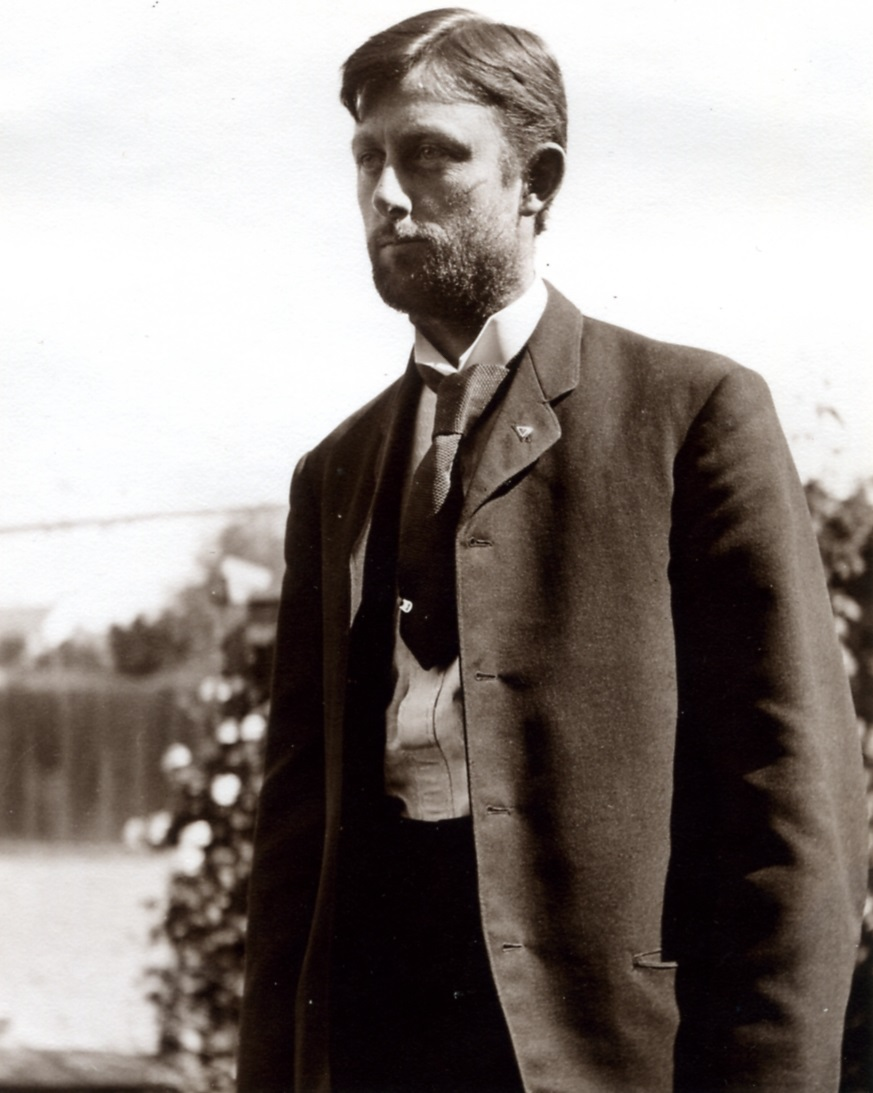
Harry E. Burke in 1906

Harry Eugene Burke (19 mei 1878 –  26 maart 1963) was een Amerikaanse entomoloog en autoriteit op het gebied van prachtkevers en andere houtkevers zoals boktorren en snuitkevers en bosongedierte van de westelijke Verenigde Staten. Hij was de eerste bosentomoloog die aangesteld werd om insecten aan de westkust te bestuderen.
Hij was ook de eerste afgestudeerde entomologie van de Washington State University. Hij was geboren in Paradise Valley in Nevada. Hij haalde een B.S. in 1902, en M.S. in 1908 van de "Washington Agricultural College and School of Science" (nu Washington State University). Hij haalde een PhD van de Stanford University in 1923. Hij publiceerde meer dan 60 artikelen en schreef-mee het handboek Forest Insects met R. W. Doane, E. C. Van Dyke, en W. J. Chamberlin.